# Carl De Keyzer
Carl De Keyzer (Kortrijk, 27 dicembre 1958) è un fotografo belga.

## Carriera
De Keyzer nacque il 27 dicembre 1958 a Kortrijk, in Belgio. La sua carriera di freelance iniziò nel 1982, periodo in cui insegnò anche alla Royal Academy of Fine Arts, Ghent, in Belgio. Durante questo periodo, ha co-fondato la galleria XYZ-Photography.
I principali argomenti nel suo lavoro hanno incluso il crollo dell'Unione Sovietica e dell'India.
È stato nominato dall'agenzia Magnum Photos nel 1990, membro associato nel 1992 e membro a pieno titolo nel 1994. Attualmente vive a Gand e continua a insegnare.

## Pubblicazioni
- Oogspanning, 1984,
- India, 1987 (Uitgeverig Focus 1999) ISBN 978-90-72216-01-4
- Homo Sovieticus/USSR-1989-CCCP, 1989 (Distributed Art Publishers 1993) ISBN 978-90-72216-11-3,
- God, Inc., 1992 (Uitgeverig Focus) ISBN 978-90-72216-22-9
- East of Eden. Ghent: Ludion, 1996. ISBN 90-5544-064-7
- Europa, 2000 (Ludion Editions NV) ISBN 978-90-5544-287-4
- Zona, 2003 (Trolley Books) ISBN 978-0-9542648-4-0
- Trinity, 2008 (Schilt Publishing) ISBN 978-90-5330-594-2
- Congo (Belge) (Editions Lannoo sa) ISBN 978-90-209-8682-2